# 963

## Nașteri
- 17 aprilie: Svend I al Danemarcei  (d. 1014)
- dată necunoscută: Eduard Martirul  (d. 978)

## Decese
- Ioan al II-lea, duce de Gaeta (n. ?)

- Romanos al II-lea, împărat bizantin (959-963), (n. 938)